# 豊橋市総合体育館
豊橋市総合体育館（とよはししそうごうたいいくかん）は愛知県豊橋市の総合スポーツ公園内にある市立体育館。場所は三河港の神野ふ頭にほど近い。バスケットボール、バレーボール等の試合のほか、展示会やコンサート等、各種イベントにも利用される。

## 施設

### 概要
- 着工：1987年（昭和62年）
- 竣工：1989年（平成元年）
- 利用者数：22万3667人（2006年（平成18年）度）

### 施設内容
- 第1競技場：3,450m2（2F客席：2,000席、1F移動式客席：1,000席）
- 第2競技場：1,178m2
- 会議室：研修室（202m2、定員：120名）
- 第1会議室（160m2、定員：100名）
- 第2会議室（115m2、定員：60名）
- 卓球室
- 幼児体育室
- トレーニング室
- 体力測定室
- 健康相談室

## 歴史
- 1961年（昭和36年） - 豊橋公園内に豊橋市体育館完成。
- 1985年（昭和60年） - 総合スポーツ公園構想が決定する。
- 1989年（平成元年） - 豊橋市体育館を移転する形で、豊橋市神野新田町に総合体育館完成。

## 三遠ネオフェニックスのホームアリーナ
2016年9月にプロバスケットボール男子の新リーグ「Bリーグ」が開幕した。同リーグに参入した三遠ネオフェニックスがこの年よりホームアリーナとして使用している。三遠ネオフェニックスでは、総合体育館を「Phoenix Dream Arena（フェニックス・ドリーム・アリーナ）」と称している（命名権を使用している訳ではなく、館内のビジョン広告などにおける呼称となっている）。
| リーグ カテゴリ | リーグ カテゴリ | シーズン | 試合数 | 動員数             | 備考                                                                                                   |
| bjリーグ        | bjリーグ        | 2008-09  | 8      | 12,305人           | |
| bjリーグ        | bjリーグ        | 2009-10  | 8      | 10,106人           | |
| bjリーグ        | bjリーグ        | 2010-11  | 8 (2)  | 13,424人 (5,162人) | - シーズン開幕前の2010年9月23日に「2010 bj-KBL チャンピオンシップゲームズ」第1戦（対蔚山）を開催した。 |
| bjリーグ        | bjリーグ        | 2011-12  | 6      | 12,857人           | |
| bjリーグ        | bjリーグ        | 2012-13  | 6      | 14,529人           | |
| bjリーグ        | bjリーグ        | 2013-14  | 6      | 17,480人           | |
| TKbjリーグ      | TKbjリーグ      | 2014-15  | 6      | 15,207人           | |
| TKbjリーグ      | TKbjリーグ      | 2015-16  | 6      | 14,626人           | |
| B.LEAGUE        | B1              | 2016-17  | 24     | 54,898人           | - 2017年2月26日の対名古屋D戦で、会場最多入場者数となる4,498人を動員した。                              |
| B.LEAGUE        | B1              | 2017-18  | 22     | 50,814人           | - 昇降格クラブが決定した後の日程最終確定の結果、開催試合数が規定の8割（24試合）を下回ることになった。  |
| B.LEAGUE        | B1              | 2018-19  | 24     | 52,605人           | - シーズン開幕前の2018年9月7日から9月9日に「B.LEAGUE EARLY CUP 2018 TOKAI」を開催した。                |
| B.LEAGUE        | B1              | 2019-20  | 15     | 37,872人           | - 新型コロナウイルスの影響で2試合を無観客で実施し、9試合が中止となった。                               |

- ( )内はプレーオフの実績で内数。

## 交通アクセス
- JR東海道本線・飯田線・名鉄名古屋本線 豊橋駅から豊鉄バス83 84 85豊橋市民病院線：「総合スポーツ公園」バス停で下車。駅からの所要時間は約20分。
  - 三遠ネオフェニックスホームゲーム時、豊橋駅西口発着の臨時バスが運行される場合がある。
- 自家用車の場合は国道23号（豊橋バイパス）の豊川橋南ICを降り、南西へ約3分。無料駐車場800台。